# Sankt Lorenzen am Wechsel
Sankt Lorenzen am Wechsel là một đô thị thuộc huyện Hartberg thuộc bang Steiermark, nước Áo. Đô thị Sankt Lorenzen am Wechsel có diện tích 48,56 km², dân số thời điểm cuối năm 2005 là 1667 người.